# Степова дивізія

Штаб Степової Дивізії. Сидить крайній справа — Кость Блакитний

Степова Дивізія (Олександрійська Дивізія) — збройний підрозділ Армії УНР у період українських національно-визвольних змагань 1920-22 років.

## Передумови виникнення
Протягом 1917—1919 років йшла виснажлива боротьба українського народу за власну державність. Після відступу Армії УНР на захід та окупації України військами Радянської Росії, більшовики розпочали наводити власний «комуністичний» лад.
В 1919—1920 роках, серед основних верств населення, особливо селян ширилось розчарування в соціально-економічній політиці більшовиків, зміцнювалось розуміння їх дій як окупації та пограбування України. Особливо селяни усвідомили експлуататорську сутності «комуни»; злочинний характер більшовицької влади, що проявлявся у персональному складі та діях радянських органів; заздрість до добробуту українського селянства — «куркулів».
Під впливом вказаних причин селяни України почали боротьбу проти більшовиків, за повернення Уряду УНР. Водночас, керманичі УНР почали розуміти, що перемогти більшовиків можна лише поєднавши дії армії та повстанців.
Рушійною силою повстанської боротьби було українське селянство, а сільська інтелігенція відіграла роль національного провідника.

## Діяльність
12 травня 1920 р. на мобілізаційний пункт у Кривому Розі повинні були з'явитися юнаки 1898—1900 років народження. Новобранцями — згідно з розпорядженням більшовиків — мали опікуватися голова Ганнівського волосного комітету Костянтин Юрович Пестушко та голова Жовтянського волосного комітету колишній капітан царської армії Григорій Кіндратович Гниненко.
Саме тоді, насильно мобілізовані радянською владою українські хлопці під проводом Степового і Гнибіди захопили повітове місто Кривий Ріг з усіма його військовими складами.
Звістка про визволення повстанцями Кривого Рогу блискавично розлетілася по навколишніх селах і хуторах. До Костя Блакитного-Степового почали приєднуватися інші загони, зокрема отамани: Сергій Клепач, Пилип Хмара, Голик-Залізняк, Ілля Іванов. У підрозділі Іванова існував окремий відділ з росіян-старовірів, які хоч і не підтримували український національний рух, але, не витримавши терору більшовиків, приєдналися до повстання.
Дивізія воювала під синьо-жовтими прапорами та визнавала одну суверенну владу: Українську Народну Республіку.
Степова дивізія розпочала свою діяльність в районі сіл Верблюжки — Варварівки — Водяної — Петрової. Поступово розширюючи свою територію.
Успішно воювати проти червоних окупантів допомагала й висока організація Степової дивізії. Вона мала чітку структуру: Головний отаман, штаб, контррозвідка, політична прибудова — Повстанський комітет, Пластові курені, сотні, комендантська сотня, підривна команда, кінний відділ, канцелярія, інспекторський відділ, комісія інженерного майна, збройний відділ, комендатура руху, дивізійний суд, дивізійний госпіталь, господарські частини, а також комісії боротьби з бандитизмом. Особу, помічену в бандитизмі, комісія мала право карати якнайрішучіше, аж до розстрілу
У березні 1920 року Степова Дивізія визволила від більшовиків Херсон та повела вдалий наступ на захід (через Білозерку) по лінії Кам'янка-Єградівка-Ружичів-Чигирин. Зупинилась дивізія в урочищі Холодний Яр, де з'єдналась з Холодноярськими збройними силами (14 тисяч гайдамаків).
24 вересня 1920 в Медведівці, де колись почалася Коліївщина, відбулася нарада холодноярських отаманів, в ній узяли участь командири Степової Дивізії, отамани інших регіонів. На цій нараді Костя Блакитного було обрано Головним отаманом усіх повстанських загонів Холодного Яру і околиць.
На цей час повстанці Поділля, Холодного Яру, Херсонщини, Катеринославщини, Уманщини, Таращанщини повністю нейтралізували на своїй території діяльність Красної армії.
Восени 1920-го року, після підписання перемир'я з Польщею у більшовиків з'явилась можливість перегрупувати сили і спрямувати Кінну армію Будьоного на південь України.
Невдовзі до степовиків дійшли чутки, що будьонівці палять їхні села, розстрілюють родини повстанців. Козаки почали вимагати від отамана вести їх назад — виручати рідних.
В жовтні 1920 року Кость Блакитний склав із себе повноваження Головного отамана Холодного Яру та вирушив в Катеринославську губернію на чолі Степової дивізії.
Вже в районі с. Сентова маршрут Степової дивізії перетнувся з маршрутом Кінної армії Будьонного, що із заходу йшла на південь України для боротьби з Врангелем.
Командир ударно-розвідувального загону Степової дивізії Чорний Ворон (Микола Скляр), першим зустрів ворога. Вміло скерувавщи свій загін, відволікши близько двох тисяч будьоновців, Чорний Ворон повів їх у протилежний від Степової дивізії бік. В нерівному бою отаман Чорний Ворон та більшість бійців його загону загинуло.
Але тактичної мети було досягнуто: відволікши своїм нападом увагу, вони дали можливість Степовій дивізії вийти в район свого формування (Верблюжка — Варварівка — Водяна — Петрове) і захистити своїх рідних від червоного терору.
Тим часом стало зрозуміло, що всеукраїнського повстання не відбулося. Армія УНР відійшла за Збруч і чекати від них допомоги теж не слід було. Наближення холодів виявило ще одну проблему повстанців. Козаки Степової дивізії не мали зимової амуніції. Це змусило Костя Блакитного піти на часткову демобілізацію дивізії.
Дехто з повстанців повернув до Холодного Яру. Вирішив продовжувати боротьбу й кінний полк отамана Іванова. Інші перейшли у підпілля.
Після демобілізації Степової дивізії, взимку 1920—1921 рр., Кость Блакитній залишився з рештками своєї дивізії на Катеринославщині. Очолив Катеринославський повстанський комітет та готував нове повстання яке мало розпочатися весною 1921 року. Головним координатором повстання був генерал-хорунжий Андрій Гулий-Ґуленко, що діяв на Єлизаветградщині.
Діяльність, очолюваного Пестушко повстанського комітету, проти більшовиків була досить успішною. Для нейтралізації діяльності Степової дивізії та Костя Блакитного ЧК розробило спецоперацію. Завдяки зраді отамана Андрія Рибалко-Зірки чекістам стало відомо місцезнаходження Костя Блакитного.
Потрапивши до пастки, Кость Блакитний загинув 9 травня 1921 року у рідному селі Ганнівці в бою з підрозділом криворізьких чекістів. Після його смерті перестала існувати і непереможна Степова дивізія.
Але відстоюючи незалежну державу, організувавши за козацьким принципом повстанські загони під керівництвом отаманів, під гаслом «Воля України або смерть!», до 1922 року проіснували незалежними республіки Холодного Яру, Чорного Лісу, та інші республіки півдня та центру України.

## Структура
- штаб
- 1-й кінний полк
- 2-й кінний полк
- 3-й піхотний полк
- 4-й запасний полк
- ударно-розвідувальний загін
- дивізійна розвідка
- дивізійний суд[1]

## Військовики дивізії
- Голик-Залізняк Мефодій Фокович — полковник дивізії
- Іванов Ілля
- Черненко Платон Петрович (Чорний Ворон)
- Терещенко Максим — командир батареї дивізії
- Завгородній Ларіон Захарович — значковий дивізії
- Гупало Денис Мусійович — козак Першого кінного полку дивізії